# Историја Формуле 1
Формула 1 је назив за најважније такмичење возача моторних возила.

## Историја Формуле 1

### 1950—1958. - Повратак трка
Првенство Формуле 1 је први освојио италијан Ђузепе Фарина у својој Алфи 1950, „за длаку“ победивши свог аргентинског екипног возача Хуана Мануела Фанђа.
Ипак је Фанђо освојио титулу 1951. и још четири следећа у наредних шест година док му није двоструки светски првак Алберто Аскари пореметио планове возећи за Ферари.
Иако се Британац Стерлинг Мос редовно такмичио никад није успео освојити Светско првенство.
Фанђо је остао познат по томе што је доминирао Формулом 1 читаву деценију и дан данас се сматра вицемајстором Формуле 1.

### 1958—1980. - Гаражери
Први Британац који је освојио Светско првенство је био Мајк Хоторн, доневши Ферарију титулу 1958. Међутим када је Колин Чапман ушао у Ф1 као дизајнер шасија и касније оснивач Лотусових аутомобила Велика Британија је доминирала Формулом 1 целу деценију. Поред Џима Кларка, Џекија Стјуарта, Џека Брабама, Грејама Хила и Денија Хјума, британски тимови и њихови возачи су освојили 12 светских првенстава од 1962. до 1973.
Године 1962. уведено је ново возило са алуминијском шасијом названом монокок уместо традиционалне тубуларне шасије. Године 1968. Лотус је ставио рекламна слова Империјал тобака на возило и тако увео спонзорство у тај спорт.
Аеродинамика је полако добила важност у дизајнирању возила са појавом аерофоила у касним 1960. Касних седамдесетих Лотус је увео земљани ефект аеродинамике који је болидима повећао брзину на кривинама.
Стварање Међународне федерације спортских аутомобила 1979. је узроковало низ трзавица између ФИСЕ и ФОЦЕ у којима су се ФИСА и њен председник Жан Мариј Балестре непрестано сукобљавали са друштвом конструктора Формуле 1 око телевизијских зарада и техничких правила.

### 1981—2000. - Велики бизнис
ФИА је ставила забрану на земљани ефект аеродинамике у сезони Формуле 1 1983. До тада су већ турбонабијени мотори, које је Рено увео 1977, производили 700 кс (520 kW) и тако постали неизоставни део такмичења. Касније, тачније 1987, турбо болиди Формуле 1 су производили 1000 ks у трци. Ти аутомобили су били и остали најснажнији тркаћи аутомобили икад направљени. Да би смањила енергију мотора и брзину, ФИА је ограничила капацитет резервоара горива 1984. и смањила брзине болида 1988. пре забране мотора са турбо пуњењем 1989.
У раним деведесетима екипе су увеле помоћног електронског возача за управљање снагом мотора, контролу против проклизавања и полуаутоматски мењач. Неке су посуђене од савремених моторних возила. Неке као активни овес је првенствено направљен за стазу а касније су се пробиле на тржиште личних аутомобила. ФИА је због притужби да је технологија одређивала резултат трка више него возачева вештина забранила 1994. много таквих помоћних средстава. Ипак многи посматрачи су сматрали да је забрана таквих помоћи возачима заправо била забрана зато што ФИА није имала неку технологију која би елиминисала такве ствари у трци.
Тимови су потписали други договор о слагању (Договор Конкорд), 1992. и трећи 1997. који истиче крајем 2007.
На стази екипе Макларен и Вилијамс су доминирале 80-их и 90-их. Хонда и Макларен су највише доминирали у 80-има док је Рено појачан за Вилијамсовим возачима добио неколико Светских првенстава средином 90-их, све док се Макларен није вратио у касним 90-им. Ривалство између тркачких легенди Сене и Алена Проста је постало Формулина главна занимација у сезони 1988. и наставила се све док се Прост није повукао крајем 1993. Трагично и иронично Сена је погинуо 1994. у кривини Тамбурело на Великој награди Сан Марина и преузео је Простово водство у Вилијамсу те године. ФИА је побољшала сигурносне стандарде на стази тако да од тог викенда ниједан возач није погинуо за време трке на стази.
Возачи из Макларена, Вилијамса и Реноа пре познатог као Бенетон и Ферарија (екипе познатије као Велика четворка) добили су свако Светско првенство од 1984. до данас. Због технолошких напредака у 90-има цена такмичења у Формули 1 је драматично порасла. То је повећало финансијски терет заједно са доминацијом те велике четворке (који су били финансирани од великих произвођача аутомобила попут Дајмлер Крајслера, што је резултовало да мале екипе нису финансијски могле опстати у Формули 1. Финансијски проблеми су натерали неколико тимова да се повуку. Од 1990. 28 тимова се повукло из Формуле 1 што је потакло бившег Џордановог власника Едија Џордана да каже да су дани такмичења гусарских бродова готови.

### 2000. - данас - Модерна Формула 1
Раним 2000-им Формулом 1 „владао“ је Михаел Шумахер и Ферари. Почетком 21. века оборено је неколико рекорда. Године 2001. Шумахер је поставио нови рекорд у највећем броју освојених Великих награда, док је ранији носилац тог рекорда био Ален Прост са 51 освојеном Великом наградом. Године 2002. Шумахер је поставио такође нови рекорд тако да је освојио Светско првенство возача пре краја сезоне од било којег пређашњег возача освојивши Велику награду Француске у јулу те године. Године 2003. освојио је 6. титулу светског првака победивши тако пређашњег носиоца рекорда Хуана Мануела Фанђа који је освојио 5 титула. Шумахер и Ферари нису били једини који су обарали рекорде у том периоду. Године 2003. Фернандо Алонсо је постао најмлађи освајач првог стартног места у трци квалификујући се на Великој награди Малезије 2003. Касније те године постао је најмлађи победник Велике награде икад када је победио на Великој награди Мађарске. Упркос Фераријевој доминацији Кими Раиконен је имао теоретске шансе узети првенство 2003. пре краја сезоне на Великој награди Јапана.
Неке од помоћи возачима су се вратиле и омогућиле да избегну рестрикције ФИА-је. У међувремену направљено је неколико промена у правилима у покушају да се повећа атракција на стази и да се смање трошкови. Штавише начин квалификација се неколико пута променио од 2003. Још једно ново правило је натерало возаче да почну трку са истом количином горива коју су имали током квалификацијског тренинга, уводећи нови тактички елемент у стратегију сваког тима. Ново правило је наглашавало да сваки мотор мора издржати два викенда трка (две Велике награде). А возач који је морао заменити мотор током квалификације морао је стартовати са задње стартне позиције. Такође, возачима није било допуштено мењати гуме током трке осим ако су гуме биле опасно истрошене.
Првих неколико година 21. веку у Формули 1 било је неколико контроверзних скандала. На Великој награди Аустрије Рубенс Барикело Шумахеров екипни колега у Ферарију који је водио трку по наређењу из бокса морао га је пропустити. Након Фераријевог скандала ФИА је казнила Ферари и забранила осталим екипама такво мешање у трку.
2005. на Великој награди САД изашло је само три од 10 екипа на стазу када се испоставило да су Мишлен гуме преопасне за трке.
Раних 2000-их Берни Еклстон и његова организација ФОА је направила бројне трејдемарке, службени лого и службене интернет странице спорта у покушају да му да корпорацијски идентитет. Еклстон је експериментисао са пеј пер вју телевизијом (Бернивижн) која је омогућавала фановима да купе и гледају целу сезону Ф1 али након малог занимања 2002. је укинута.
2009. године у Формулу 1 у болиде је експериментално уведен КЕРС систем, који је изостављен 2010. године. КЕРС се користио до 2014. године када је унапређен у ЕРС-К и аутоматизован. Такође од 2011.године се користи контроверзни ДРС систем.
После погибије Жила Бјанкија од последица незгоде на Великој награди Јапана 2014.године Формула 1 од сезоне 2018. уводи нови систем заштите за главу возача познатији као ореол (halo).
Од 2018. Формула 1 прелази у власништво Либерти медија који мењају и лого Формуле 1.

## Ранг листе победника Формуле 1 по сезонама

### Возачи
Највише титула у категорији возача освојили су:
- Михаел Шумахер, 7 титула, 1994, 1995, 2000, 2001, 2002, 2003, 2004
- Луис Хамилтон, 7 титула, 2008, 2014, 2015, 2017, 2018, 2019, 2020

За њима следе:
- Хуан Мануел Фанђо, 5 титула, 1951, 1954, 1955, 1956, 1957
- Ален Прост, 4 титуле, 1985, 1986, 1989, 1993
- Себастијан Фетел , 4 титуле, 2010, 2011, 2012, 2013
- Ајртон Сена, 3 титуле, 1988, 1990, 1991
- Нелсон Пике, 3 титуле, 1981, 1983, 1987
- Ники Лауда, 3 титуле, 1975, 1977, 1984
- Џек Бребем, 3 титуле, 1959, 1960, 1966

Комплетан списак победника сезоне у формули 1 је:
|  | |  | |  | |
|  | - 2021 - Макс Верстапен - 2020 - Луис Хамилтон - 2019 - Луис Хамилтон - 2018 - Луис Хамилтон - 2017 - Луис Хамилтон - 2016 - Нико Розберг - 2015 - Луис Хамилтон - 2014 - Луис Хамилтон - 2013 - Себастијан Фетел - 2012 - Себастијан Фетел - 2011 - Себастијан Фетел - 2010 - Себастијан Фетел - 2009 - Џенсон Батон - 2008 - Луис Хамилтон - 2007 - Кими Раиконен - 2006 - Фернандо Алонсо - 2005 - Фернандо Алонсо - 2004 - Михаел Шумахер - 2003 - Михаел Шумахер - 2002 - Михаел Шумахер - 2001 - Михаел Шумахер - 2000 - Михаел Шумахер - 1999 - Мика Хакинен - 1998 - Мика Хакинен - 1997 - Жак Вилнев - 1996 - Дејмон Хил - 1995 - Михаел Шумахер - 1994 - Михаел Шумахер - 1993 - Ален Прост - 1992 - Најџел Менсел - 1991 - Ајртон Сена - 1990 - Ајртон Сена |  | - 1989 - Ален Прост - 1988 - Ајртон Сена - 1987 - Нелсон Пике - 1986 - Ален Прост - 1985 - Ален Прост - 1984 - Ники Лауда - 1983 - Нелсон Пике - 1982 - Кеке Розберг - 1981 - Нелсон Пике( - 1980 - Ален Џонс - 1979 - Џоди Шектер - 1978 - Марио Андрети - 1977 - Ники Лауда - 1976 - Џејмс Хант - 1975 - Ники Лауда - 1974 - Емерсон Фитипалди - 1973 - Џеки Стјуарт - 1972 - Емерсон Фитипалди - 1971 - Џеки Стјуарт - 1970 - Јохен Ринт |  | - 1969 - Џеки Стјуарт - 1968 - Грејам Хил - 1967 - Дени Хјум - 1966 - Џек Бребем - 1965 - Џим Кларк - 1964 - Џон Суртис - 1963 - Џим Кларк - 1962 - Грејам Хил - 1961 - Фил Хил - 1960 - Џек Бребем - 1959 - Џек Бребем - 1958 - Мајк Хоторн - 1957 - Хуан Мануел Фанђо - 1956 - Хуан Мануел Фанђо - 1955 - Хуан Мануел Фанђо - 1954 - Хуан Мануел Фанђо - 1953 - Алберто Аскари - 1952 - Алберто Аскари - 1951 - Хуан Мануел Фанђо - 1950 - Ђузепе Фарина |

### Конструктори
| |  | |  | |
| - 2021 - Мерцедес - 2020 - Мерцедес - 2019 - Мерцедес - 2018 - Мерцедес - 2017 - Мерцедес - 2016 - Мерцедес - 2015 - Мерцедес - 2014 - Мерцедес - 2013 - Ред Бул - 2012 - Ред Бул - 2011 - Ред Бул - 2010 - Ред Бул - 2009 - Брон - 2008 - Ферари - 2007 - Ферари - 2006 - Рено - 2005 - Рено - 2004 - Ферари - 2003 - Ферари - 2002 - Ферари - 2001 - Ферари - 2000 - Ферари - 1999 - Ферари - 1998 - Макларен - 1997 - Вилијамс - 1996 - Вилијамс - 1995 - Бенетон - 1994 - Вилијамс - 1993 - Вилијамс |  | - 1992 - Вилијамс - 1991 - Макларен - 1990 - Макларен - 1989 - Макларен - 1988 - Макларен - 1987 - Вилијамс - 1986 - Вилијамс - 1985 - Макларен - 1984 - Макларен - 1983 - Ферари - 1982 - Ферари - 1981 - Вилијамс - 1980 - Вилијамс - 1979 - Ферари - 1978 - Лотус - 1977 - Ферари - 1976 - Ферари |  | - 1975 - Ферари - 1974 - Макларен - 1973 - Лотус - 1972 - Лотус - 1971 - Тирел - 1970 - Лотус - 1969 - Матра - 1968 - Лотус - 1967 - Бребем - 1966 - Бребем - 1965 - Лотус - 1964 - Ферари - 1963 - Лотус - 1962 - БРМ - 1961 - Ферари - 1960 - Купер - 1959 - Купер - 1958 - Ванвел |

напомена: ова категорија се бодује од 1958. године